# Agencourt
Agencourt ist eine französische Gemeinde im Département Côte-d’Or in der Region Bourgogne-Franche-Comté. Sie gehört zum Arrondissement Beaune und zum Kanton Nuits-Saint-Georges. Nachbargemeinden sind Nuits-Saint-Georges im Nordwesten, Boncourt-le-Bois im Nordosten, Gerland im Südosten und Quincey im Südwesten.

## Bevölkerungsentwicklung
| Jahr                       | 1962 | 1968 | 1975 | 1982 | 1990 | 1999 | 2008 | 2015 |
| -------------------------- | ---- | ---- | ---- | ---- | ---- | ---- | ---- | ---- |
| Einwohner                  | 181  | 183  | 236  | 268  | 361  | 422  | 392  | 502  |
| Quellen: Cassini und INSEE |      |      |      |      |      |      |      |      |

## Sehenswürdigkeiten

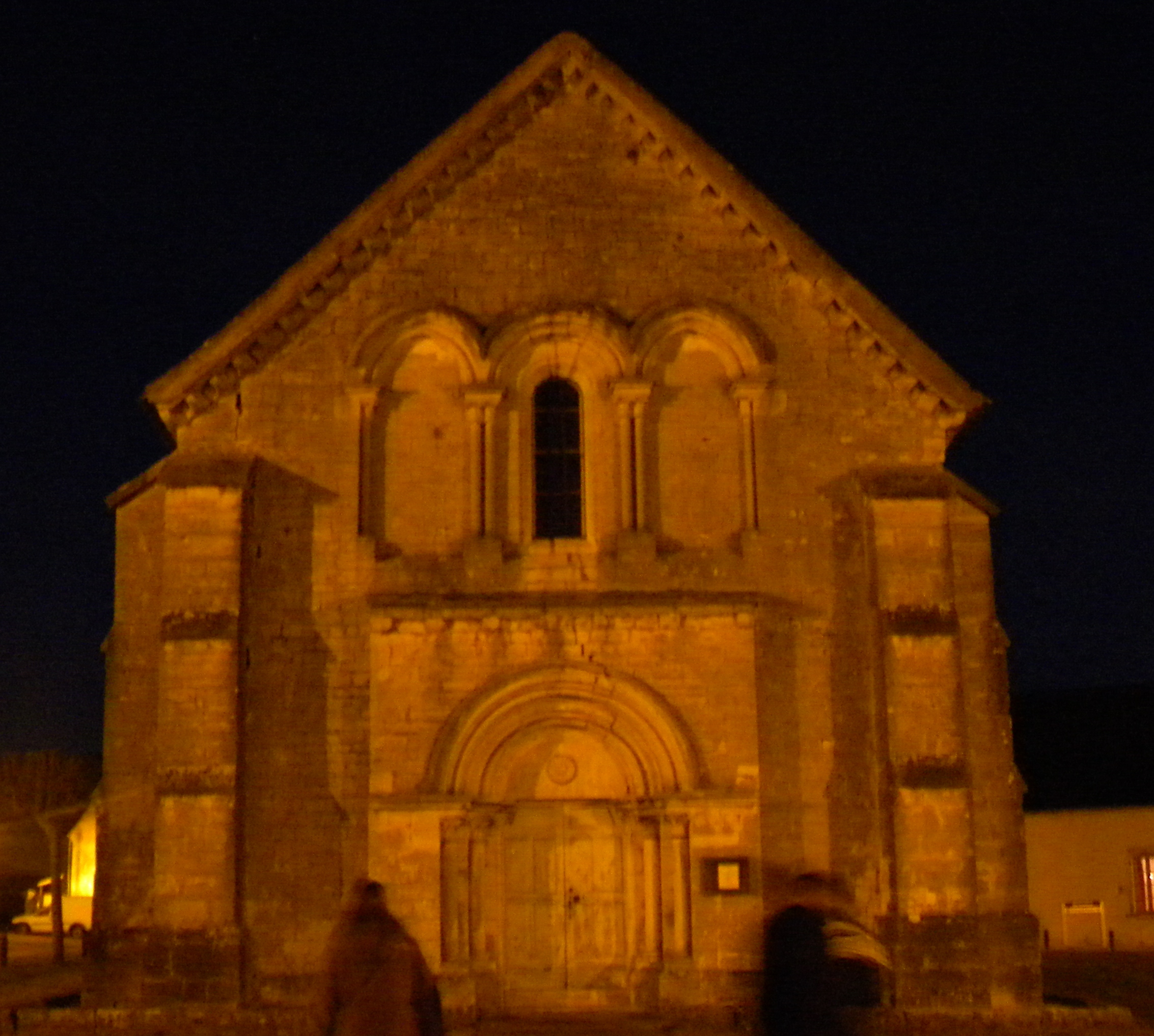
Kirche Notre-Dame

- Kirche Notre-Dame,  Monument historique seit 1922